# Krastana Stoewa
Krastana Stoewa (* 3. Januar 1941 in Stojkite (heute zur Gemeinde Smoljan); † 2004) war eine bulgarische Skilangläuferin.
Stoewa startete international erstmals bei den Olympischen Winterspielen 1960 in Squaw Valley. Dort wurde sie Neunte über 10 km. Bei der Winter-Universiade 1962 in Villars-sur-Ollon holte sie die Silbermedaille über 7,5 km. Zwei Jahre später kam sie bei den Olympischen Winterspielen in Innsbruck auf den 26. Platz über 10 km, auf den 13. Rang über 5 km und auf den fünften Platz mit der Staffel. Im selben Jahr gewann sie bei der Winter-Universiade in Špindlerův Mlýn die Silbermedaille über 5 km. Ihre letzten internationalen Rennen lief sie im Februar 1966 bei den Weltmeisterschaften in Oslo. Dort errang sie den sechsten Platz mit der Staffel und jeweils den fünften Platz über 5 km und 10 km. Zuvor holte sie bei der Winter-Universiade in Sestriere über 8 km und mit der Staffel jeweils die Goldmedaille.